# 奈良県道・三重県道783号土屋原飯高線
奈良県道・三重県道783号土屋原飯高線（ならけんどう・みえけんどう783ごう つちやはらいいたかせん）は、奈良県宇陀郡御杖村から三重県松阪市に至る一般県道である。

## 概要
奈良県宇陀郡御杖村大字土屋原から三重県松阪市飯高町波瀬に至る。
県境の請取峠付近は未舗装の狭隘道路となっており、乗用車での通行は困難である。

### 路線データ
- 起点：奈良県宇陀郡御杖村大字土屋原（国道369号交点）
- 終点：三重県松阪市飯高町波瀬（国道166号交点）
- 総延長：5,707 m
- 車線：1車線（中央線なし）

## 歴史
- 1966年（昭和41年）
  - 6月17日 - 奈良県が路線認定。整理番号は239。
  - 7月5日 - 三重県が路線認定。整理番号は743。
- 1994年（平成6年） - 整理番号が両県で783に統一。

## 地理

### 通過する自治体
- 奈良県
  - 宇陀郡御杖村
- 三重県
  - 松阪市

### 交差する道路
| 交差する道路             | 都道府県名 | 市町村名 | 市町村名 | 交差する場所 | 交差する場所 |
| ------------------------ | ---------- | -------- | -------- | ------------ | ------------ |
| 国道369号 / 御杖バイパス | 奈良県     | 宇陀郡   | 御杖村   | 大字土屋原   | 起点         |
| 国道166号 / 伊勢街道     | 三重県     | 松阪市   | 松阪市   | 飯高町波瀬   | 終点         |

### 沿線
- 青蓮寺川
- 八幡神社
- 太良木川
- 松阪市役所 飯高地域振興局波瀬出張所

### 峠
- 奈良県
  - 請取峠（宇陀郡御杖村 - 三重県松阪市）